# 许昱华
许昱华（1976年10月29日—），中国职业国际象棋棋手，生于浙江省金华市，2006－2008年女子国际象棋世界冠军（当时她已怀孕），是继谢军和诸宸之后中国的第三位女子国际象棋世界冠军。法律专业大学本科毕业，2004年被录取为北京大学中文系研究生，她的丈夫是职业围棋棋手刘菁。

## 外部連結
| 前任： 塔明·乌皮·达玛亚纳 | 亚洲国际象棋女子冠军 1998年 | 繼任： 黄清庄 |